# Iglesia de San Antonio de Padua (Granadilla de Abona)
La iglesia de San Antonio de Padua es un templo católico situado en el término municipal de Granadilla de Abona, en la isla de Tenerife —Canarias, España—, siendo la parroquia matriz del municipio.
La iglesia está declarada Bien de Interés Cultural en la categoría de Monumento. Está considerada como una de las iglesias más importantes del sur de la isla de Tenerife y destaca por su torre de inspiración morisca y su portada barroca del siglo XVIII.

## Historia
Una primitiva ermita dedicada a San Antonio de Padua fue construida hacia 1570 por el fundador de Granadilla, el poblador portugués Gonzalo González Zarco. La ermita fue erigida en parroquia el 30 de enero de 1617 por el obispo de Canarias Antonio Corrionero, siendo la primera hijuela de la parroquia de San Pedro Apóstol de Vilaflor de Chasna. El edificio original fue demolido en 1645 para construir un nuevo templo, y en 1711 vuelve a ser levantado por su mal estado. Las obras se alargan durante todo el siglo xviii, siendo lo último que se construye la capilla mayor y el crucero. En 1885 se construye la torre, finalizándose el templo.

## Características
Es una edificación de una sola nave de cruz latina y cubierta por artesonado mudéjar de par y nudillo con decoración geométrica. Los motivos decorativos se concentran en los ocho tirantes que refuerzan el buque del templo y descansan sobre canes, así como en las variadas formas de rombos y estrellas que enriquecen los techos de la capilla mayor y las laterales. Destacan tres arcos de medio punto en cantería; el principal en el crucero, mientras que los otros dos se abren a éste desde las capillas. Poseen columnas corintias adosadas, con plintos caracterizados por su decoración floral (en el del lado de la Epístola) y motivos esquemáticos y cruciformes (en el del lado del Evangelio).
Los vanos son escasos, dos a cada lado de la nave, más otros dos en la cabecera y uno adicional en el extremo de cada capilla, así como dos grandes portadas laterales y una frontal de doble hoja.
En el exterior, la fachada está realizada en cantería de piedra chasnera, enmarcada en dos grandes pilastras rematadas por sendos copones. La portada barroca de medio punto está delimitada por columnas corintias que sostienen un friso con decoración floral sobre el que se dispone un frontón triangular en cuyos vértices laterales se ubican dos pináculos, sobre el que aparece un óculo acristalado con el símbolo de San Antonio. En el tímpano aparecen esculpidos los símbolos de San Pedro -la tiara papal y las llaves-. El barroquismo de la fachada se acentúa con la cornisa curvilínea en su extremo superior. La cubierta es de teja curva a dos aguas.
La torre, de planta cuadrada, se emplaza a los pies del templo -en el lado de la Epístola- y consta de tres cuerpos separados por cornisas de cantería y paramentos de mampostería con pilastras esquineras. Como remate existe un cuerpo octogonal, configurado por ocho arcos de medio punto separados por pilares con medias columnas adosadas y cubierta por una cupulilla bulbosa, de reminiscencias bizantinas.

## Bien de interés cultural
La iglesia y los bienes muebles vinculados a la misma fueron declarados bien de interés cultural, con la categoría de monumento, por el Gobierno de Canarias el 19 de mayo de 2006.
Los bienes muebles que posee son:
- Cuadro de ánimas, óleo sobre lienzo, autor anónimo siglo XVIII.
- Retablo donde se encuentra la Virgen de los Dolores, autor anónimo, barroco, siglos XVII-XVIII.
- Virgen de los Dolores, escultura de vestir, autor anónimo, siglo XVIII.
- San José, escultura de bulto redondo (sin niño), autor anónimo, siglos XVII-XVIII.
- Santa Rita de Casia, escultura de bulto redondo.
- Retrato de santo con crucifijo, óleo sobre lienzo, autor anónimo.
- Virgen de Candelaria, óleo sobre lienzo.
- Imagen de San Francisco, escultura de bulto redondo, autor anónimo, siglo XVIII.
- San Luis Obispo, escultura de bulto redondo, autor anónimo, siglo XVIII.
- Retablo Mayor, autor anónimo, siglo XIX.
- Imagen de San Antonio de Padua, escultura de bulto redondo, autor anónimo, siglo XVIII.
- Nuestra Señora del Rosario, escultura de vestir, autor anónimo, siglo XVIII.
- San Fernando Rey, imagen de bulto redondo, autor anónimo, siglo XVIII.
- Retablo de pequeñas dimensiones, autor anónimo, siglo XVII.
- Imagen del Cristo del Descendimiento, escultura de bulto redondo con los brazos articulados, autor anónimo, siglo XVIII (pasta de madera).
- Púlpito, en la pared del Evangelio, junto al arco toral.
- Retablo con pintura en el ático del Señor de la Cañita en el ático, autor anónimo, siglos XVIII-XIX.
- Retablo con pintura de Cristo abrazando a San Francisco (Descendimiento), óleo sobre lienzo adosado, autor anónimo, siglo XIX.
- Imagen de San Antonio, bulto redondo, autor anónimo, siglo XVII.
- Crucificado (pequeño formato), bulto redondo, autor anónimo, siglo XVIII.
- San Sebastián, escultura de bulto redondo, siglo XVII, posible procedencia americana.
- Santa Lucía (pequeño formato), escultura de bulto redondo, siglo XVIII.
- Crucificado, óleo sobre cruz de madera, siglo XVIII, autor anónimo.
- Santa Lucía, (otra) escultura de bulto redondo, siglo XVIII, autor anónimo.
- Nuestra Señora de Guadalupe, óleo sobre lienzo, autor anónimo, siglo XVIII.
- Lámpara del Santísimo, plata tallada y repujada, siglos XVII-XVIII.
- Corona de San Fernando, plata tallada, siglos XVIII-XIX.
- Incensario, plata tallada y repujada, siglo XVIII.
- Cruz de plata, tallada, siglo XVIII, autor anónimo.
- Custodias de plata tallada y repujada (dos). Candelabros (10), plata sobredorada, año 1738.
- San Juan, escultura de vestir, siglos XVII-XVIII, autor anónimo.
- Inmaculada, escultura de vestir, siglos XVII-XVIII, autor anónimo.
- Santa Bárbara, escultura de bulto redondo, siglo XVIII, autor anónimo.
- Señor de la Cañita (antiguo Cristo de la columna, estuvo en El Calvario, luego en la Capilla del Cementerio, se transformó en Señor de la Cañita añadiéndole el manto de yeso), bulto redondo, siglo XVIII.
- Busto femenino, escultura de bulto redondo, sin policromar, siglo XVII, autor anónimo.
- Señor del Huerto, escultura de vestir, siglo XVII, autor anónimo (faltan las manos y los pies).
- San Francisco, escultura de bulto redondo, siglos XVII-XVIII, autor anónimo.
- San Pedro y San Pablo, esculturas de bulto redondo, sin policromar, siglos XVII-XVIII, autor anónimo.
- Sagrario, siglo XVIII (madera), autor anónimo.

## Galería

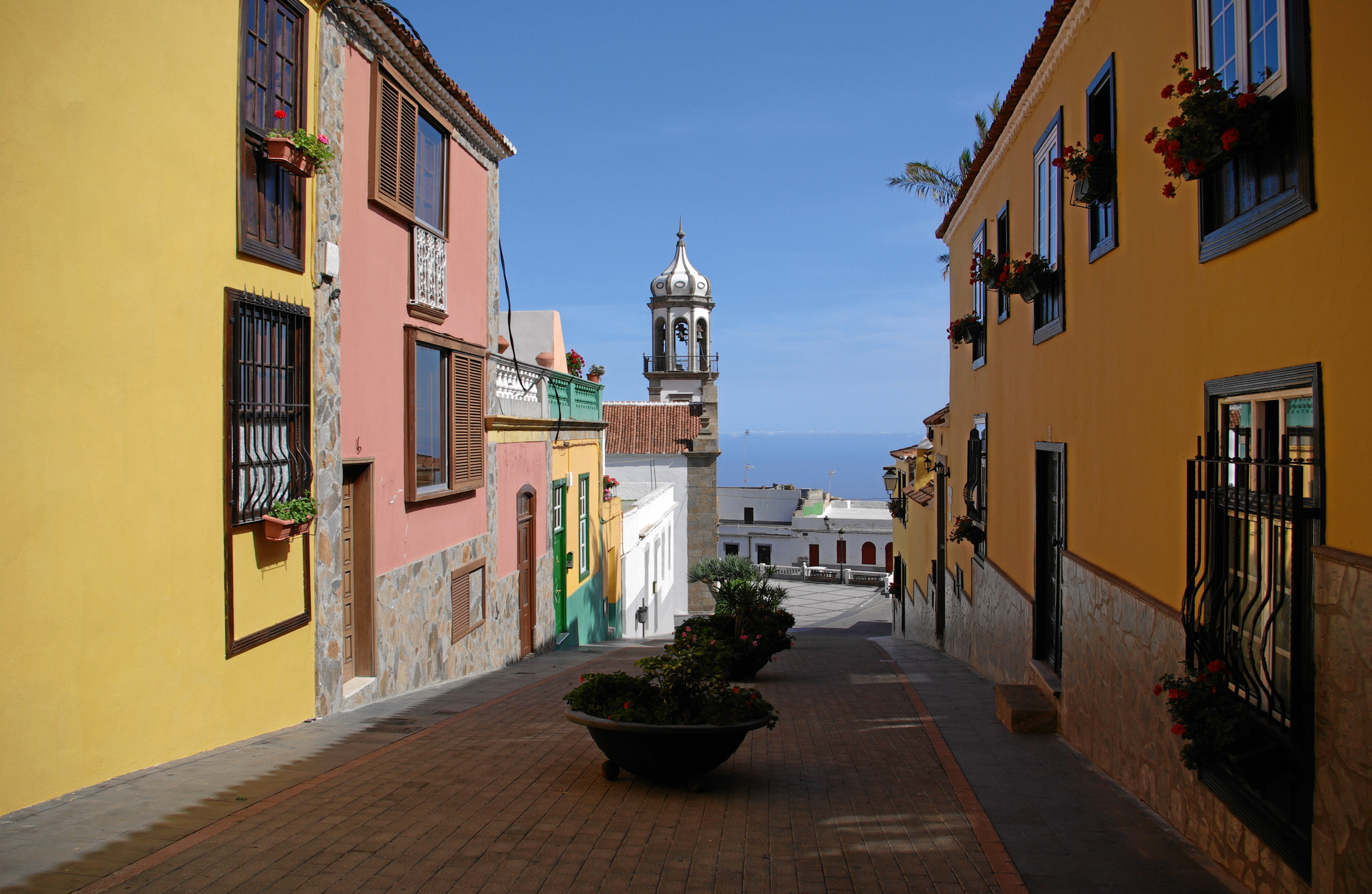
Una vista de la torre de la Iglesia de S. Antonio de Padua.